# Baldriga ratllada
La baldriga ratllada (Calonectris leucomelas) és un ocell marí de la família dels procel·làrids (Procellariidae), d'hàbits pelàgics que habita al Pacífic nord-occidental, viatjant en hivern cap al sud, fins a la zona de les Filipines i nord d'Indonèsia. Cria a les illes del nord del Japó.